# Jovem Pan FM Brasília
Jovem Pan FM Brasília é uma estação de rádio brasileira, com sede em Brasília, Distrito Federal. A emissora é afiliada à Jovem Pan FM. A rádio opera desde 5 de julho de 1996 no Distrito Federal e tem uma programação voltada para o público jovem. Ela pode ser sintonizada na frequência 106.3 MHz. A emissora pertence ao empresário e ex-deputado Wigberto Tartuce, e tem como emissora co-irmã a: Atividade FM.

## História
A emissora entrou no ar em 1994, sendo fundada pelo então deputado Wigberto Tartuce, na época a rádio era conhecida como (Mania FM), e o deputado mantinha apenas a Atividade FM (rádio do segmento sertanejo) , em julho de 1996, se afliou e passou a transmitir a Jovem Pan FM. 
Desde que a emissora estreou, ela passou a se tornar a rádio pop líder de audiência em Brasília e na região do Entorno, desbancando a Transamérica Pop, que é a rádio pop mais antiga do DF. A emissora é sediada na cidade de Taguatinga, no Distrito Federal.
Em 2019, a Jovem Pan FM Brasília troca sua sede pela terceira vez seguida, saindo do CAUB (Riacho Fundo II) e voltando a emissora para Taguatinga, juntamente com a sua irmã Atividade FM, e agora as duas foram para o Taguatinga Shopping, no 6° Andar. Em junho de 2019, segundo pesquisas do IBOPE, a emissora continuou com a liderança no segmento pop na região. A emissora ficou na 3° colocação, perdendo apenas para a: Clube FM e a Atividade FM (sua co-irmã).